# Karakul (pecora)

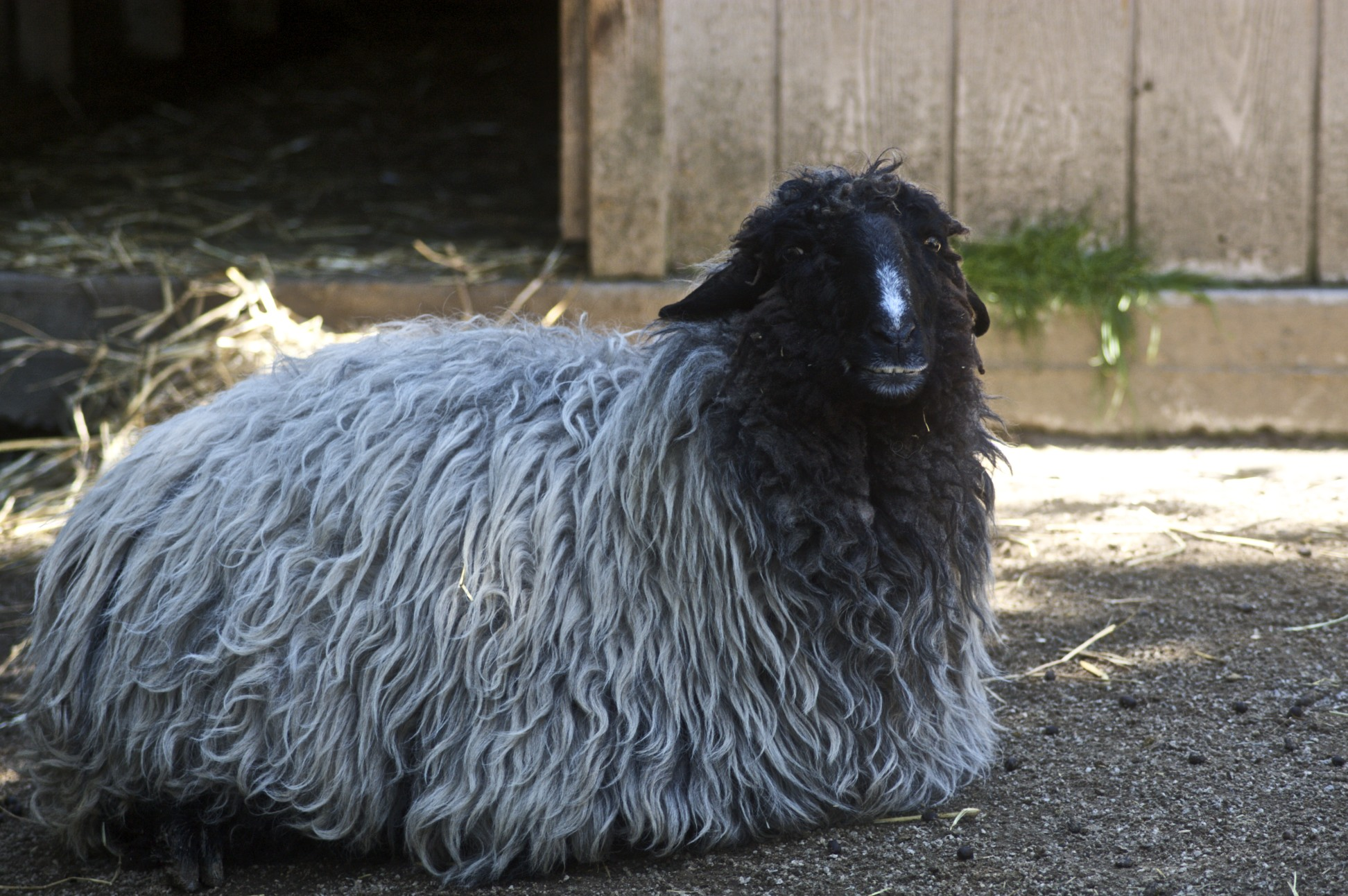
Karakul nel giardino zoologico di Akron

La karakul o caracul è una pecora originaria del Turkestan, è una delle razze più antiche; Viene allevata sia per le pellicce-lana sia per la carne.

## Origine e diffusione
La razza karakul è originaria dell'omonima regione del Turkestan. Alcuni studiosi ritengono che sia una delle razze ovine più antiche (sembra che i Babilonesi allevassero pecore di questo tipo già nel XV secolo a.C.). Apprezzata per la sua rusticità e resistenza agli ambienti difficili e siccitosi delle aree semidesertiche, è allevata per il pregio della pelliccia dell'agnello, commercialmente nota come "astrakan". 
Praticamente assente in Italia, incomincia ad incontrare l'interesse degli allevatori in vari Stati, tra cui gli Stati Uniti.

## Caratteristiche morfologiche e produttive
Esistono tre tipi di pelliccia di agnello di karakul.
La più pregiata è di colore nero, con bioccoli molto serrati e ricci: è ottenuta da agnelli tolti dalla madre con parto cesareo.
Apprezzata è anche la pelliccia di agnelli neri appena nati o di pochi giorni. Molto meno pregiata, per la perdita della caratteristica forma dei bioccoli, è quella ottenuta da agnelli di qualche settimana. Il valore dipende anche dal colore che può essere: Arabi (nero), Guligas (rosato-roano) Kambar (bruno) e Shirazi (grigio).
Possono partorire tre volte in due anni; non molto elevata la gemellarità. Suo peso medio è:
- Maschio adulto 80 kg
- Femmina adulta 50-60 kg

Tronco abbastanza slanciato; la testa è lunga e stretta. Nei maschi, se presenti, le corna sono a spirale; le femmine sono generalmente acorni. Oltre che per la produzione di pellicce di agnello, le pecore sono allevate anche per la lana destinata alla produzione di tappeti e arazzi.